# Culture de Margaritovka
La culture de Margaritovka (en russe : Маргаритовская культура, Margaritovskaïa Koultoura) est une culture de l'âge du Bronze du Primorié qui le long du golfe de Pierre-le-Grand. Elle prend place du XVe siècle av. J.-C. jusqu'au Xe siècle av. J.-C. Elle a été nommée d'après le nom d'une rivière dans le raïon d'Olga.

## Histoire
La culture a occupé la partie côtière méridionale du Sikhote-Aline, avec de nombreux villages de pêcheurs à l'embouchure des rivières, et elle s'est étalée du XVe siècle av. J.-C. jusqu'au Xe siècle av. J.-C. Elle était controversée dans les années 1970 et 1980, car elle serait à ces débuts trop proche de la culture de Zaïssanovka, mais depuis, des éléments la justifiant ont été apportés, même si les limites temporelles ne sont pas claires. Les peuples de cette culture vivaient dans de grandes maisons, et possédaient de nombreux outils domestiques, sans compter ceux destinés aux activités extérieures. Leurs activités principales étaient la chasse (cerfs ou ours par exemple), la pêche (saumon rose, morue, flet, etc.) et l'artisanat (outils, céramiques),.

## Sites et fouilles

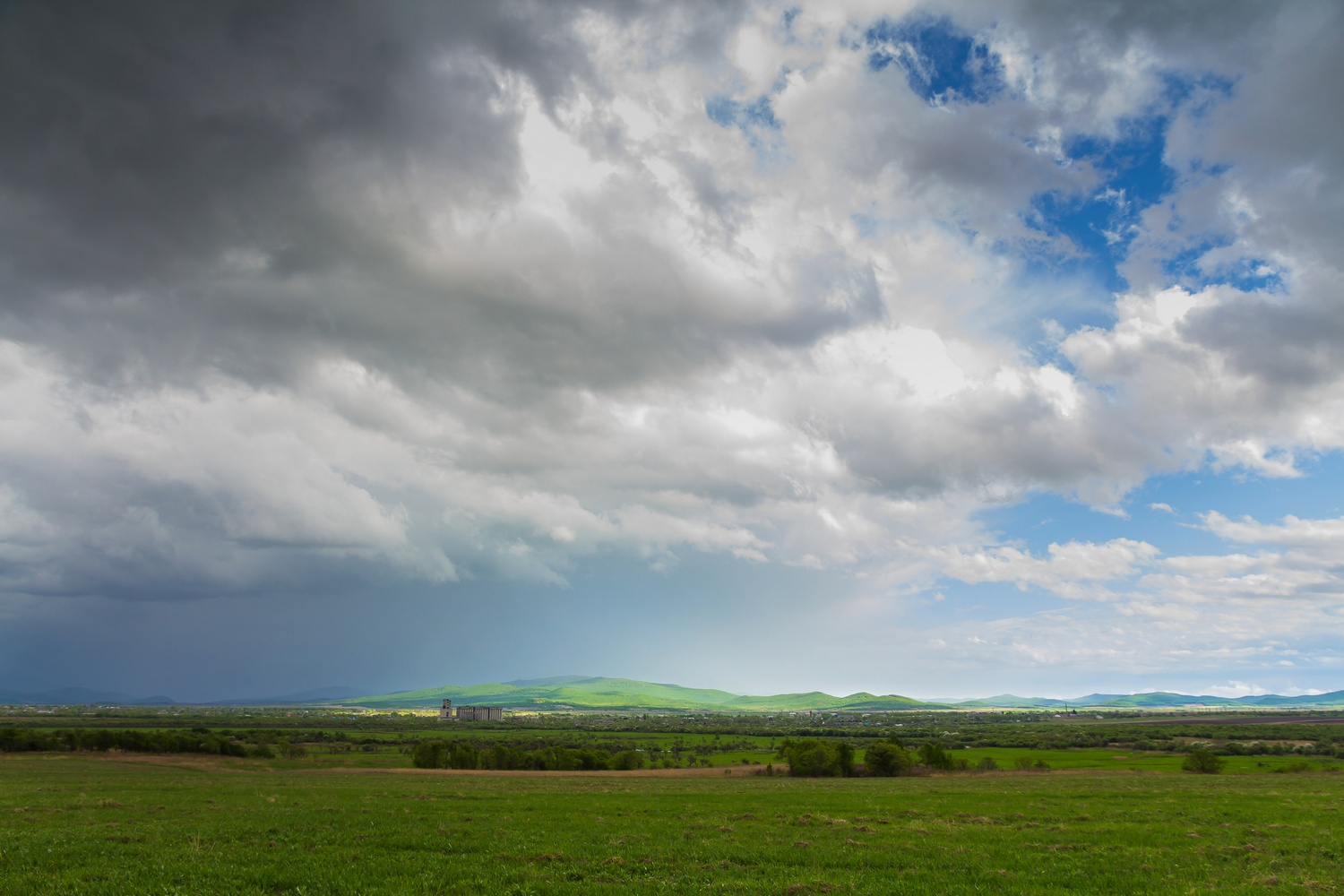
Paysage de la plaine du Khanka.

Parmi les villages retrouvés, il y a celui des rochers bleus dans la vallée de l'Avvakoumovka (raïon d'Olga), où outils, poteries, mais aussi pirogues ont été retrouvés. Des armes l'ont aussi été, comme des poignards, et aussi des moules pour fabriquer les outils. Ces moules ont permis de dire que le Primorié était rentré dans l'âge du bronze, et plus largement des fabrications en bronze ont été trouvées. Elle se distingue de la culture de Sini gaï, contemporaine de son époque, par le nombre d'objets ornementaux et la finesse dans la conception des outils. En autre lieux, on retrouve Permskoïe 2, Iasnaïa Poliana 2 et  Moryak-Rybolov dans la même vallée, ou bien dans la vallée de la Kievka et les baies d'Olga, de Valentine et d'Evstafiïa,,.